# Săvinești
Savinesti là một xã thuộc hạt Neamț, România. Dân số thời điểm năm 2002 là 6085 người.